# Eemhavet
Eemhavet var ett större vattenområde som till en del låg ungefär där södra Östersjön finns nu under den senaste interglacialen eller Eem, MIS (Marina Isotop Stadiet) 5e, ungefär 130.000 till 115.000 år före nutid. Detta hav antas ha omgivit Skandinavien-Finland som en stor ö. Havsnivån var 5 till 7 meter högre globalt än vad den är idag, troligen på grund av en snabb avsmältning av de stora inlandsisarna i slutfasen av Saale-istiden. Även om termen "Eem" bara bör användas för det nordeuropeiska glaciala systemet, använder en del forskare termen i en vidare bemärkelse för att beteckna varje vattenområde på hög nivå av vatten under den senaste interglacialen.
Det tidiga Eemhavet hängde samman med Vita havet med en brett sund, längs det som i dag är Vitahavskanalen. Karelen var översvämmad och sjöarna Ladoga och Onega var bara svackor i den grunda delen av Eemhavet. I andra änden anslöt havet på bred front till Nordsjön. En stor del av norra Europa låg under grunt vatten. Skandinavien med Finland-Kolahalvön var en ö. Salthalten i Eemhavet var betydligt högre än idag i Östersjön, dock ej jämförbar med den i Atlanten. Forskare sluter sig till detta från en studie av olika typer av mikroorganismer, fossiliserade i sediment som avsatts i Eemhavet, och från inbäddat pollen från Hasselsläktet (Corylus), Avenbokssläktet (Carpinus) och Björksläktet (Betula).

## Historia
Redan 15 000 år före Eem, under Saale-istidens sista interstadial, var samma landområde, utvidgat åt sydöst, fortfarande istäckt men omflutet av vatten.
Under MIS 5e var årsmedeltemperaturen upp till 3°C högre än idag. Vid dess slut, under de svalare förspelet till isotopstadierna 5d, c, b och a, fortsatte regionen att höja sig isostatiskt. En del vatten fångades åter i is. Nivån i Eemhavet sjönk och öppningen mot Vita havet blockerades.
Weichsel-nedisningen inleds vid övergången till isotopstadiet 5d, men inte förrän vid övergången till stadium 4, ca 65.000 BP börjar inlandsisen breda ut sig över stora delar av Skandinavien. Under det följande isotopstadiet 3 sker snabba klimatförändringar och det finns belägg för att stora delar av norra Skandinavien kan ha varit helt fria från is. Weichselisens största utsträckning skedde under isotopstadiet 2 för ca 20.000 till 18.000 år sedan, då isranden nådde det som idag är norra Tyskland och Polen. Östersjöns utveckling under stadierna 4, 3 och 2 är till stor del okänd.